# Nebulosa Trifida
La Nebulosa Trifida (nota anche come M 20, o NGC 6514) è una nebulosa a emissione e una regione H II situata nella costellazione del Sagittario.
Deve il suo nome alle tre linee scure di nubi di polvere che la dividono in tre parti.

## Osservazione

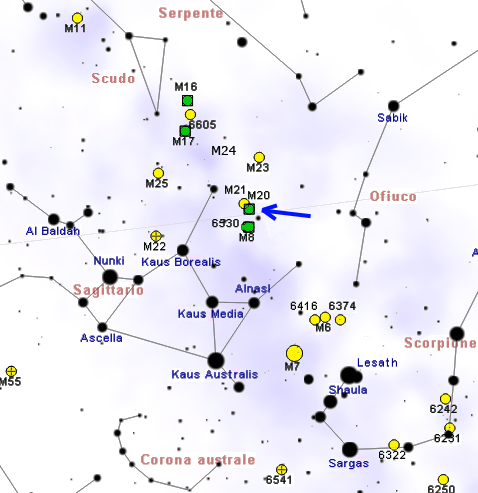
Mappa per individuare la Nebulosa Trifida.

La Nebulosa Trifida si individua con facilità anche con piccoli strumenti in nottate limpide; la sua posizione è facile da reperire, trovandosi circa 8° a nord della stella γ Sagittarii (Al Nasl), che rappresenta la punta della freccia del Sagittario, e poco a nord della più brillante Nebulosa Laguna. La regione che la ospita è ricchissima di stelle di fondo e il chiarore della Via Lattea è molto intenso, a causa della vicinanza del nucleo; un binocolo 10x50 è in grado di mostrare diversi particolari: appare come una macchia circolare e opaca, circondata da diverse stelle. Un telescopio da 120-140 mm consente di notare ulteriori particolari, come variazioni di intensità della luminosità, e anche diverse delle stelle associate, fra le quali ne spicca una situata quasi in posizione centrale; con strumenti da 200 mm sono visibili un gran numero di dettagli secondari, specialmente le bande oscure che hanno conferito il nome alla nebulosa.
La Nebulosa Trifida può essere osservata con discreta facilità da gran parte delle aree popolate della Terra, grazie al fatto che è situata a una declinazione non eccessivamente australe: in alcune aree del Nord Europa e del Canada, nei pressi del circolo polare artico, la sua visibilità è comunque impossibile, mentre nell'Europa centrale appare molto bassa; dall'emisfero sud la nebulosa è ben visibile alto nelle notti dell'inverno australe e all'altezza del Tropico del Capricorno può vedersi quasi perfettamente allo zenit. Il periodo migliore per la sua osservazione nel cielo serale è quello compreso fra giugno e ottobre.
La nebulosa si trova a breve distanza dall'eclittica (meno di un grado) e perciò non sono infrequenti i casi di occultazione da parte dei vari corpi del sistema solare.

## Storia delle osservazioni

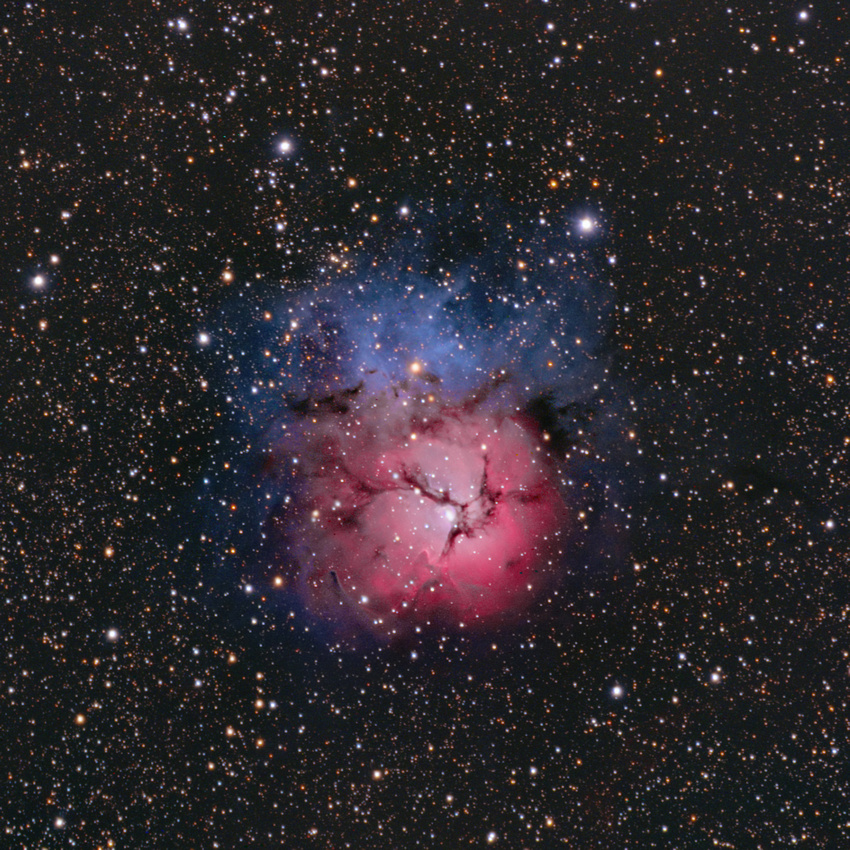
La Nebulosa Trifida fotografata con un telescopio amatoriale.

La Nebulosa Trifida è stata scoperta probabilmente da Guillaume Le Gentil nel 1747, assieme alla Nebulosa Laguna; la prima descrizione viene però fatta da Charles Messier, il quale la inserì nel suo celebre catalogo. William Herschel fu il primo a scoprire le bande oscure che attraversano la nebulosa: egli così considerò la nebulosa come quattro oggetti differenti e assegnò loro quattro designazioni, H IV.41 e H V.10, H V.11, H V.12; il nome Trifida fu invece assegnatole dal figlio John, che la osservò e la studiò attentamente dal Capo di Buona Speranza. L'ammiraglio Smyth invece non riuscì ad osservare bene la nebulosità.

## Caratteristiche

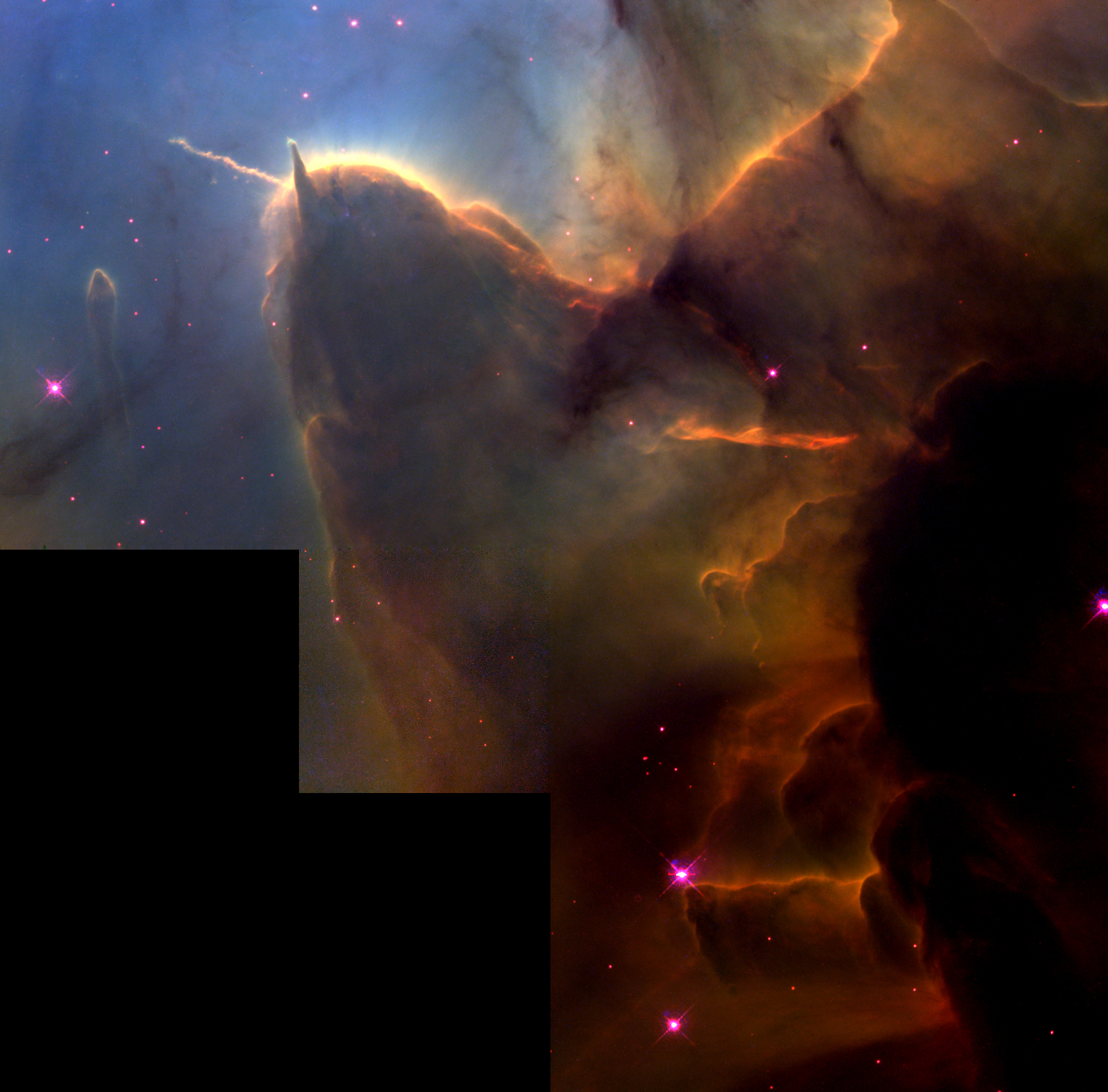
Parte della Nebulosa Trifida ripresa dal Telescopio Spaziale Hubble.

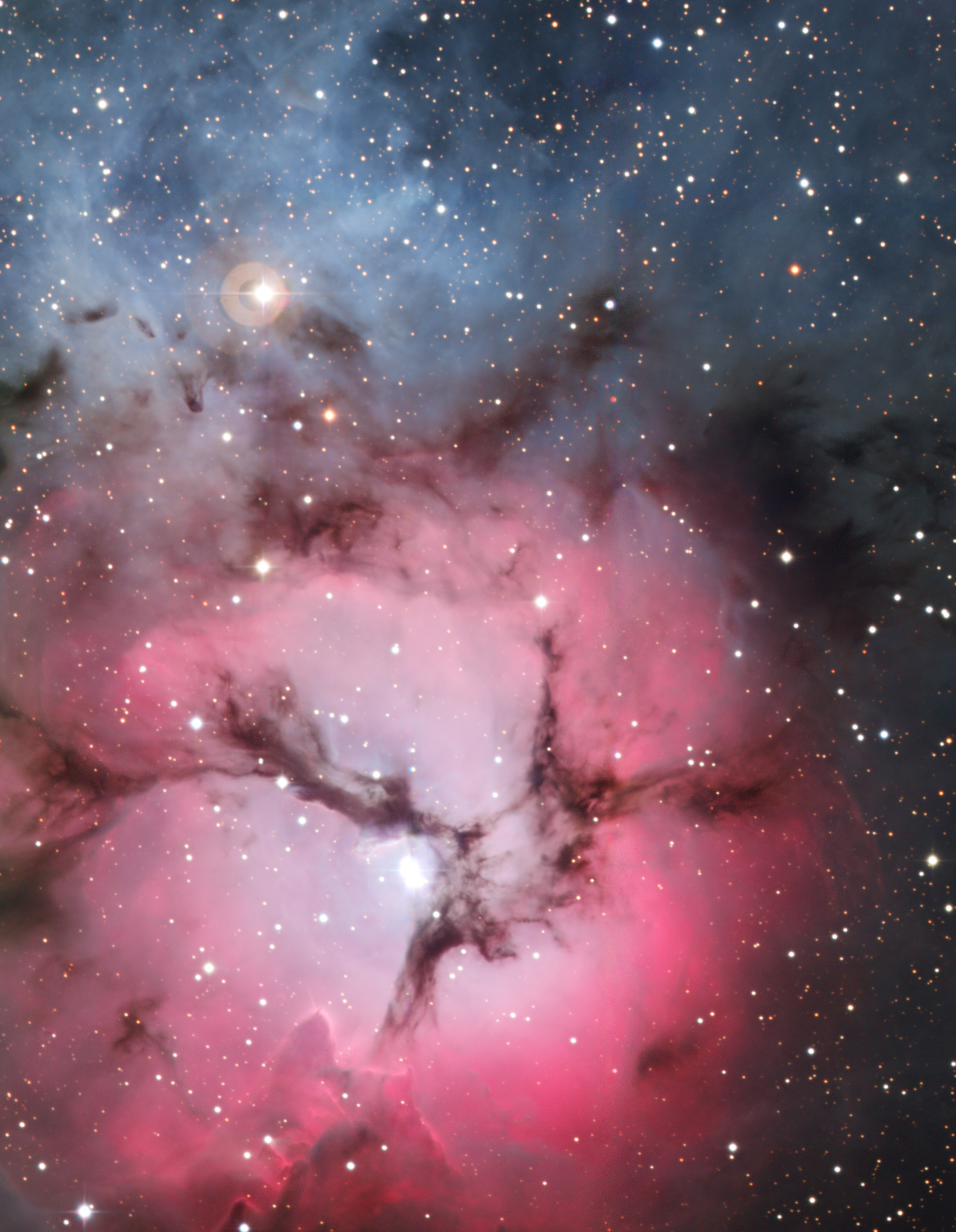
la nebulosa Trifida è formata da tre nebulose diverse:una a emissione, la parte rossastra inferiore, una a riflessione, azzurra, e dalla nebulosa oscura centrale che ne giustifica il nome.

La Nebulosa Trifida dista circa 5.000 anni luce dalla Terra, venendosi così a trovare nel Braccio del Sagittario, ossia il braccio di spirale immediatamente più interno del nostro. La singola stella massiva visibile al centro è fonte della gran parte dell'illuminazione dell'intera nebulosa; ha un'età stimata di circa 300.000 anni, che ne farebbe la più giovane regione di formazione stellare conosciuta.
Le stelle che eccitano i suoi gas sono giganti blu di classe spettrale O e di magnitudine assoluta pari a -5, dell'età di circa 7 milioni di anni; i vari colori sono dati dai diversi elementi: il rosso è tipico dell'idrogeno, mentre l'azzurro dell'ossigeno. Le bande oscure sono invece polveri e gas freddi e non illuminati.
Alla lunghezza d'onda di 9,4 cm la nebulosa emette onde radio, causata dalla collisione fra elettroni e protoni, che generano calore fino a raggiungere temperature di 10.000 K. Al centro si trova la stella ADS 10991, una stella tripla con componenti di magnitudine 7,6, 10,7 e 8,7.
Il Telescopio Spaziale Hubble ha mostrato nella nube una regione di polvere e gas, una "culla di stelle" piena di embrioni di stelle. Questa nube dista circa 8 anni luce dalla stella centrale della nebulosa. Il piccolo e stretto getto che sporge dalla testa della nube in direzione dell'angolo superiore sinistro è grande circa tre quarti di anno luce (cioè circa 7.000.000.000.000 km). La fonte del getto è un giovanissimo oggetto stellare nascosto dentro la nube. I getti come questo sono i "gas di scarico" della formazione stellare.
La foto mostra anche un "gambo" (l'oggetto a forma di dito alla destra del getto). Questo gambo rappresenta un notevole esempio di EGG (Evaporating Gaseous Globules, Globuli Gassosi in Evaporazione) che è sopravvissuto perché sulla sua punta c'è un nodo di gas sufficientemente denso da resistere alla corrosione della potente radiazione stellare. L'immagine è stata presa l'8 settembre 1997, è in falsi colori ed è il risultato della combinazione di 3 distinte immagini: filtro atomi di idrogeno, zolfo ionizzato e ossigeno doppiamente ionizzato.

## Nella cultura di massa
Vi è un'immagine della nebulosa Trifida nella copertina dell'album Islands (1971), del gruppo musicale britannico King Crimson.

## Bibliografia

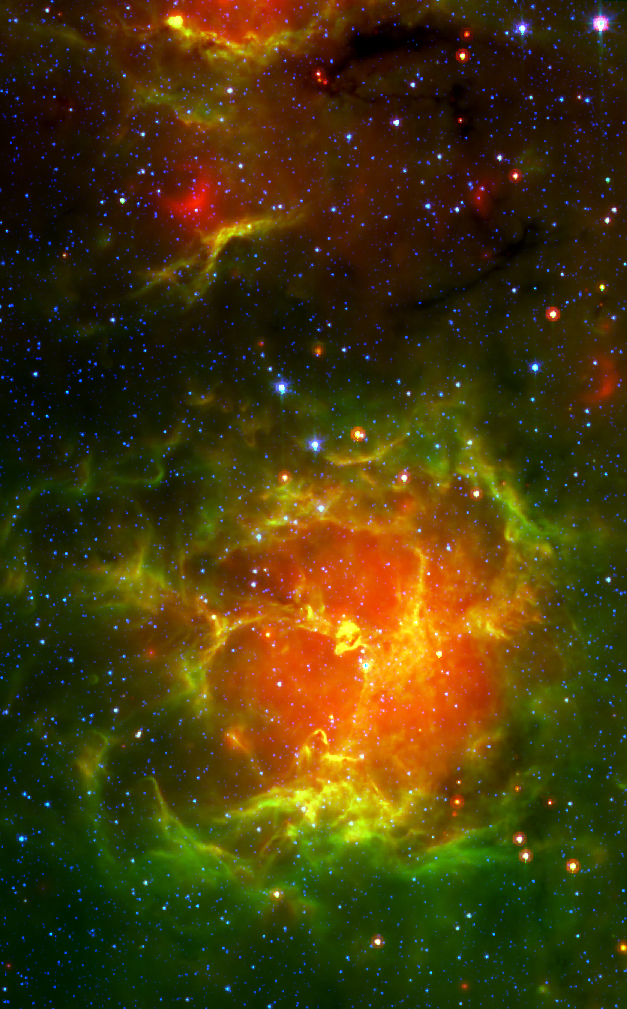
Immagine della Nebulosa Trifida nella lunghezza d'onda dell'infrarosso, ripresa dal Telescopio Spaziale Spitzer.

### Libri
- (EN) Stephen James O'Meara, Deep Sky Companions: The Messier Objects, Cambridge University Press, 1998, ISBN 0-521-55332-6.

### Carte celesti
- Toshimi Taki, Taki's 8.5 Magnitude Star Atlas, su geocities.jp, 2005. URL consultato il 7 novembre 2010 (archiviato dall'url originale il 5 novembre 2018). - Atlante celeste liberamente scaricabile in formato PDF.
- Tirion, Rappaport, Lovi, Uranometria 2000.0 - Volume II - The Southern Hemisphere to +6°, Richmond, Virginia, USA, Willmann-Bell, inc., 1987, ISBN 0-943396-15-8.
- Tirion, Sinnott, Sky Atlas 2000.0 - Second Edition, Cambridge, USA, Cambridge University Press, 1998, ISBN 0-933346-90-5.
- Tirion, The Cambridge Star Atlas 2000.0, 3ª ed., Cambridge, USA, Cambridge University Press, 2001, ISBN 0-521-80084-6.